# Caseidae
Caseidae je vymřelá čeleď primitivních býložravých synapsidů ze skupiny Caseasauria. Žili vesměs v období permu, tedy na konci prvohorní éry, asi před 300 až 252 miliony let. Ačkoliv byli dlouzí od jednoho do 5,5 metru, byli překvapivě konzervativní v anatomii kostry i v proporcích těla. Všichni měli relativně malou hlavu a sudovité tělo, největšími známými rody byly Angelosaurus a Cotylorhynchus.